# محمد بن العباس القباج
محمد بن العباس القباج (1916 - 21 يونيو 1979)، كان فقيها وكاتبا وناقدا أدبيا من المغرب.
صدر كتابه الأول عام 1929، تحت عنوان الأدب العربي في المغرب الأقصى، ويعتبر هذا الكتاب أول مساهمة في النقد الأدبي المعاصر في المغرب، وقام بتأطير تاريخ الأدب المغربي في تاريخ الأدب العربي، محاولة لتأسيس مرجعية أدبية مغربية.
قال زميله عبد الله كنون إن مجلة المغرب كانت تنشر مقالات له تحت عنوان «لذعات بريئة».